# Tutte le donne della mia vita
Tutte le donne della mia vita è un film del 2007 diretto da Simona Izzo.
È uscito nelle sale italiane il 13 aprile 2007, incassando 811000 €.

## Trama
Davide è un rinomato chef internazionale. Ha un grande limite: la totale incapacità di legarsi alle proprie responsabilità. Per questo motivo non ha mai voluto aprire un ristorante tutto suo, né tantomeno è riuscito a mantenere un rapporto stabile con le donne che hanno attraversato la sua vita.
Quando viene licenziato dal ristorante in cui lavora, a causa della relazione che ha con la moglie del proprietario, torna nella nativa Stromboli dove ha un incidente subacqueo. All'interno della camera iperbarica, si trova a ripercorrere i momenti più importanti della propria vita, con le donne che ne hanno fatto parte, a partire dalla madre Diletta, una donna che si occupa di curare gabbiani e gatti; Monica, forse la donna più importante della sua vita, da cui Davide ha avuto il figlio Tommaso; Isabella con cui da anni intrattiene un rapporto quasi esclusivamente epistolare; Stefania e le sue mille manie per riuscire a dimenticarlo.
L'incidente a Stromboli lo fa riflettere sulle cose più importanti della vita: dopo avere scoperto che il suo vero padre in realtà è un'altra persona, da cui ha ereditato tutta la creatività, Davide inizia a prendere per la prima volta le decisioni importanti, alle quali in passato si era sottratto: aprirà un ristorante tutto suo a Stromboli, il posto dov'è nato e dove ha passato l'infanzia, e sarà anche un padre più presente.